# Formula Winter Series
Die Formula Winter Series ist eine Automobilrennserie nach dem FIA-Formel-4-Reglement in Europa, dessen Rennen in Spanien stattfinden. Die Formula Winter Series wurde erstmals 2023 ausgetragen.
Die Formula Winter Series wird von Gedlich Racing veranstaltet.

## Sportliches Reglement

### Ablauf des Rennwochenendes
Vor jedem Rennwochenende findet ein optionales Training am Tag vor dem Start des eigentlichen Rennwochenendes statt.  Die Anzahl an offiziellen Trainings mit ihrer Dauer variieren, um am Rennen teilnehmen zu dürfen muss ein Fahrer zumindest an einer Trainingssitzung teilgenommen haben. Das Qualifying besteht aus zwei Sitzungen zu je 20 Minuten. Die Startreihenfolge zum ersten Rennen wird durch das Ergebnis des ersten Qualifyings gebildet, für das zweite Rennen durch die zweitbeste gesetzte Zeit im ersten Qualifying und die Reihenfolge für das letzte Rennen durch die beste Zeit im zweiten Qualifying. Wenn das erste Qualifying nicht stattfinden kann, wird die Startreihenfolge zum ersten Rennen basierend auf die schnellste Trainingszeit gebildet und die Startaufstellung zum zweiten Rennen basierend auf die schnellste Rundenzeit im ersten Rennen. Wenn das zweite Qualifying nicht stattfinden kann, wird die Startreihenfolge zum dritten Rennen basierend auf die schnellste Rundenzeit im zweiten Rennen gebildet. Übersteigt die schnellste Qualifying-Zeit eines Fahrers die Pole-Zeit um 107 Prozent darf der Fahrer nicht an den Rennen teilnehmen (107-Prozent-Regel). Das erste sowie dritte Rennen dauern jeweils 30 Minuten und das zweite Rennen 25 Minuten, alle Rennen zuzüglich einer weiteren finalen Rennrunde.

### Punkteverteilung
Die Punktewertung orientiert sich am aktuellen Punktesystem der Formel 1. Somit erhält der Sieger eines Rennens 25, der Zweite 18, der Dritte 15 Punkte bis hin zum Zehntplatzierten, welcher den letzten Punkt erhält. Es werden zwei Zusatzpunkte für die Pole-Position in jedem Qualifying verteilt, für die schnellste Rennrunde wird ein Extrapunkt verteilt. In die Teamwertung fließen die zwei besten Rennfahrer pro Rennen ein. In die Rookiewertung werden jene Fahrer aufgenommen, welche zu Beginn des Kalenderjahres der jeweilig zutreffenden Saison nicht mehr als an neun Einsitzer-Rennen teilgenommen haben. Wenn zwei oder mehr weibliche Rennfahrerinnen teilnehmen gibt es eine zusätzliche Frauenwertung. Fahrer, die nur am letzten Rennwochenende teilnehmen, sind nicht punktberechtigt.
| Punkteverteilung | Punkteverteilung | Punkteverteilung | Punkteverteilung | Punkteverteilung | Punkteverteilung | Punkteverteilung | Punkteverteilung | Punkteverteilung | Punkteverteilung | Punkteverteilung | Punkteverteilung | Punkteverteilung |
| ---------------- | ---------------- | ---------------- | ---------------- | ---------------- | ---------------- | ---------------- | ---------------- | ---------------- | ---------------- | ---------------- | ---------------- | ---------------- |
| Platz            | 1                | 2                | 3                | 4                | 5                | 6                | 7                | 8                | 9                | 10               | PP               | SR               |
| Punkte           | 25               | 18               | 15               | 12               | 10               | 8                | 6                | 4                | 2                | 1                | 2                | 1                |

### Teams und Fahrer
Die Kosten für eine Fahrzeugnennung beträgt 17.000 Euro für eine volle Saison, für einzelne Rennwochenenden betragen die Kosten 4.250 Euro pro Rennwochenende. Die maximale Anzahl an Fahrernennungen hängt von der jeweiligen Rennstrecke ab, die Mindestteilnehmerzahl beträgt zwölf Fahrer. Die Fahrer müssen mindestens 15 Jahre alt sein und zumindest eine nationale Rennlizenz besitzen. Weiters dürfen die Fahrer nicht an höherklassigen Motorsport-Meisterschaften vollständig teilgenommen oder eine dieser Rennserien gewonnen haben.

## Technisches Reglement

### Chassis
In der Euro 4 Championship wird das Tatuus-Chassis F4 T-421 eingesetzt. Das Chassis ist ein Monocoque aus CFK dessen restliche Elemente aus glasfaserverstärktem Kunststoff bestehen und wiegt 570 kg. Die Aufhängung besteht vorn sowie hinten aus einer Doppelquerlenkerachse mit innenliegenden Federn, starren Stoßdämpfern, betätigt über Schubstangen, sowie mit Stabilisatoren. Während einer Saison darf ein Fahrer sein vom Team zugeordnetes Chassis nicht wechseln, ist das Chassis aber aufgrund eines Unfalles beschädigt worden oder es gibt aufgrund von Materialermüdung sicherheitsbedenken darf ein neues Fahrzeug straffrei eingesetzt werden.

### Motor und Getriebe
Als Motor wird ein aufgeladener 1,4-Liter FTJ-I4-Turbomotor von Abarth-Autotecnica mit etwa 180 PS eingesetzt. Der Motor darf erst bei einem Schaden nach einem Unfall oder eines unerwarteten, nicht aufgrund des Fahrers verschuldeten Motorschadens straffrei gewechselt werden.

### Reifen
Als Bereifung kommen die Ventus-F200-Trocken- und die Ventus-Z206-Regenreifen von Hankook zum Einsatz. Jeder Fahrer erhält zwei Trockenreifen-Sets sowie zwischen zwei und vier Regenreifen-Sets, diese Anzahl obliegt den Teams selbst.
Für die Debütsaison wurden die Reifen von Pirelli bezogen.

### Treibstoff
Der Treibstoff wird von Panta Fuel bezogen.

## Bisherige Meister
| Saison | Meister         | Punkte | Zweiter          | Punkte | Dritter        | Punkte | Bestes Team       | Punkte            | Rookie            | Punkte            | Woman             | Punkte            | Quelle |
| ------ | --------------- | ------ | ---------------- | ------ | -------------- | ------ | ----------------- | ----------------- | ----------------- | ----------------- | ----------------- | ----------------- | ------ |
| 2023   | Kacper Sztuka   | 151,5  | Gianmarco Pradel | 116,5  | Frederik Lund  | 106,5  | Nicht ausgetragen | Nicht ausgetragen | Nicht ausgetragen | Nicht ausgetragen | Nicht ausgetragen | Nicht ausgetragen | [ 7 ]  |
| 2024   | Griffin Peebles | 173,5  | Andrés Cárdenas  | 152,5  | Maciej Gładysz | 92,5   | MP Motorsport     | 328,5             | Maciej Gładysz    | 92,5              | Nicht ausgetragen | Nicht ausgetragen | [ 8 ]  |